# Hringurinn
Hringurinn (dt.: Der Ring) ist ein experimenteller Dokumentarfilm von Friðrik Þór Friðriksson aus dem Jahr 1985. Als Produktionsfirma für den Film fungierte die Íslenska Kvikmyndasamsteypan.
Die Kamera war auf dem Autodach montiert und der Einzelbildauslöser mit dem Kilometerzähler verbunden. Alle zwölf Meter wurde bei einer Fahrt über Islands Ringstraße Hringvegur ein Bild aufgenommen. Man bekommt in dem Film den Eindruck, dass man mit über 1000 km/h um die Insel rast. Die Aufnahme entstand im Herbst des Vorjahres, wenn die Landschaft ihre schönsten Farben zeigt. Die Fahrtrichtung war gegen den Uhrzeigersinn.